# Salt + Light Television
Salt + Light Television (em francês:  Télévision Sel + Lumière e traduzido em português:  Televisão Sal + Luz) é uma emissora de televisão católica canadense, cuja proprietária é organização sem fins lucrativos Salt and Light Catholic Media Foundation e sediada em Toronto, na província de Ontário. O canal transmite programação religiosa cristã católica, que inclui missas diárias, documentários, cobertura de eventos da Igreja ao vivo, talk shows, entre outros. Os porogramas são transmitidos em inglês, além do Língua francesa, italiano e chinês.
O nome da emissora foi escolhido após a Jornada Mundial da Juventude de 2002, cujo tema foi "Vós sois o sal da terra... vós sois a luz do mundo", retirado do sermão da montanha, no Evangelho segundo Mateus, capítulo 5, versículos 13 e 14. O organizador da JMJ 2002, padre Thomas Rosica é o secretário-chefe executivo da Salt and Light Catholic Media Foundation.

## História
Em novembro de 2001, Paolo Canciani (mais tarde formando a Canbo Broadcasting que iria operar o futuro canal) recebeu a aprovação da Comissão de Radiodifusão e Telecomunicações Canadenses (CRTC) para lançar a Rede de Televisão da Paz Interna, descrita como o "serviço nacional de televisão de especialidade de categoria 2, dedicado a fornecer programação religiosa do ponto de vista único da fé católica romana. O serviço terá como público-alvo os falantes do italiano, espanhol, português, polaco, filipino, inglês e francês. Além disso, o serviço oferecerá uma quantidade limitada de programação para lidar com questões sociais e humanitárias."
Antes do lançamento do canal, em 2002, sua propriedade e controle foram transferidos para um consórcio, de propriedade majoritária da St. Joseph Printing Limited.
O canal foi lançado em julho de 2003 como Salt + Light Television e foi rapidamente registrado como uma empresa sem fins lucrativos sob a propriedade da Salt and Light Catholic Media Foundation, uma organização de caridade recém-formada dirigida por um conselho de diretores, dois dos quais eram da família Gagliano, que por sua vez controlavam a St. Joseph Printing Limited. Após o lançamento, a ideia de transmitir a programação nos idiomas referidos anteriormente foi alterada para a alteração.
No dia 1º de junho de 2017, o canal anunciou que lançaria sua alta definição (HD) em 4 de junho do mesmo ano, inicialmente com a Telus Optik TV. Gabriel Chow, o desenvolvedor do GCatholic.org, é um colaborador (principalmente em chinês) para o canal.